# Ванредно стање у Србији због пандемије ковида 19
Ванредно стање у Србији због пандемије ковида 19 је ванредно стање које је прогласио председник Републике Србије Александар Вучић 15. марта 2020. године у 20 сати, а које је трајало до 6. маја исте године. Ово стање је проглашено ради сузбијања пандемије вируса корона, вируса који је захватио цео свет и коме је епицентар заразе Европа.
Доношење одлуке о ванредном стању донели су председник Републике Србије Александар Вучић, председница Владе Србије, Ана Брнабић и председник Народне скупштине Републике Србије, Маја Гојковић. Последње ванредно стање у Републици Србији проглашено је 15. маја 2014. године и трајало је 9 дана због поплава на територији државе.

## Одлуке
Мере које су донете након проглашења ванредног стања и које могу бити промењене еволуцијом ситуације на територији Републике Србије су:
- Од 15. марта 2020. године, Ана Брнабић затворила је границе републике које остају отворене држављанима републике Србије који се враћају из иностранства, дипломатама и страним држављанима са боравишном дозволом. Особе које долазе из Републике Италије, Швајцарске, Исламске Републике Иран, Аустрије, Краљевине Шпаније, Немачке, Француске, Румуније, Словеније и Грчке, следи 28-дневна изолација.[2]
- 15. марта 2020. године, Град Београд је прогласио ванредно стање на територији града. Градски превоз је смањен на минимум и од 17. марта линије ће бити по суботњем реду вожње. Ноћне линије неће бити у функцији.[3]
- Од 16. марта 2020. године све предшколске установе, основне школе и факултети су затворени највероватније до краја школске године. Наставни програм је емитован преко емитера јавног сервиса Радио-телевизије Србије.[4]
- Све спортске активности су отказане као и тренинзи. Теретане остају затворене до даљег. Прекинуто је фудбалско првенство Србије.[5]
- Локалне самоуправе саме одлучују о радном времену ресторана који могу само вршити доставе хране. Осталим послодавцима се саветује да омогући запосленима рад код куће али ако је то немогуће потребно је ригорозно поштовати хигијенско-техничке мере као што су: ограничен број особа у простору, ношење маски, стално прање руку и дезинфекција радних површина.[6]
- Влада препоручује старијим лицима преко 65 година да остану код куће и да смање изласке на стриктан минимум.[7]
- Војска Републике Србије ће бити распоређена по болницама а полиција ће проверавати спровођење ванредних мера.[8]
- Цене основних животних намирница, заштитне опреме и дезинфекционих средстава се ограничују тако да ће свако подизање цена бити строго кажњавано по закону ванредног стања.[9]
- Од 18. марта 2020. године уведен је полицијски час, при чему је свима забрањено кретање у периоду од 20 сати до 5 ујутру, а лицима старијим од 65 година апсолутно је забрањен излазак на улицу.[10][11]

Народна скупштина Републике Србије, на другој седници за време ванредног стања, одржаној 6. маја 2020. године, донела је одлуку о укидању ванредног стања. Одлука је ступила на снагу даном објављивања, односно 6. маја 2020. године. Одлуком је укинуто ванредно стање на територији Републике Србије, проглашено 15. марта 2020. године.

## Вирус корона у Србији
Дана 15. марта 2020. године на територији Републике Србије укупан број оболелих је 72. Према тадашњим последњим информацијама највише заражених било је у Београду, а регистровани су случајеви и у Новом Саду, Чачку, Нишу, Панчеву, Кикинди, Зрењанину, и Крагујевцу. На територији Чачка налазило се 267 људи у изолацији од којих су 117 били страни држављани.